# Insigne de pilote militaire
L'insigne de pilote militaire est un insigne métallique remis aux pilotes militaires brevetés à l'issue d'un parcours de formation dans une école de pilotage, notamment de l'Armée de l'air.
Depuis 1916, familièrement désigné comme « macaron », il symbolise expressément la qualité de pilote de combat militaire.

## Historique

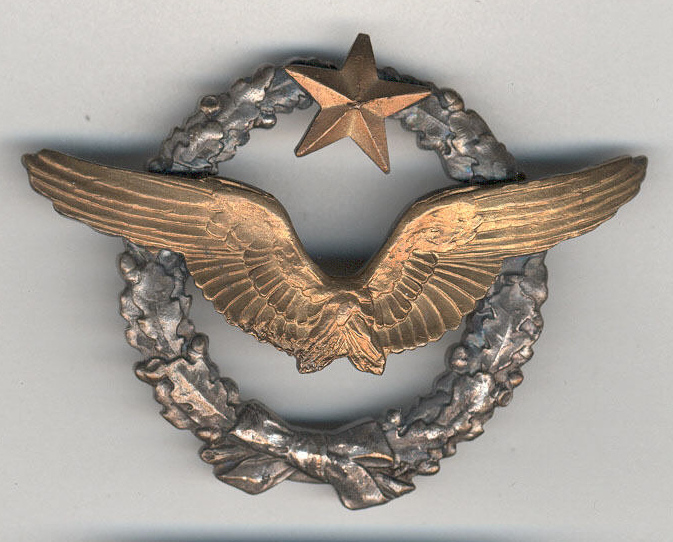
Insigne de pilote militaire français.

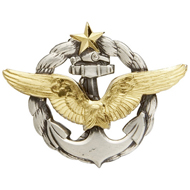
Insigne de pilote de l'aéronavale.

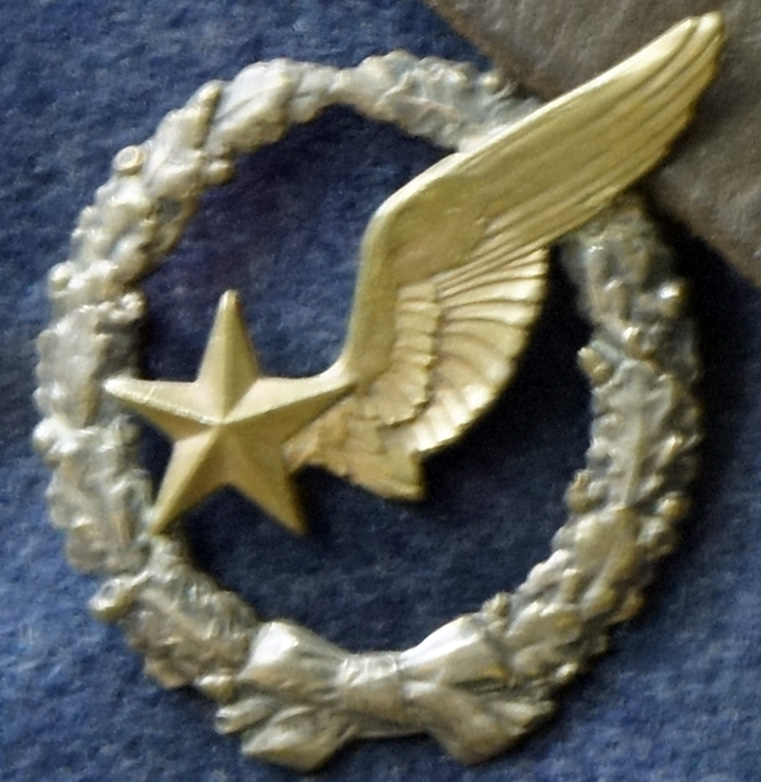
Badge d'observateur.

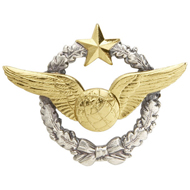
Badge de navigateur.

Le brevet d'aviateur militaire est créé le 20 mai 1914 et est attribué après examen écrit et pratique. L'examen pratique comporte quatre épreuves : une descente en spirale, moteur coupé, avec atterrissage à moins de 200 m d’un endroit fixé à l’avance ; un triangle de 200 km au moins, effectué sur le même avion en 48 heures au plus, avec deux escales intermédiaires obligatoires ; une ligne droite sans escale d’au moins 150 km ; une ligne droite de 150 km, avec escales facultatives. 
Son détenteur est autorisé à porter un insigne spécifique représentant sa spécialité : le vol militaire. Instauré par une instruction du 10 septembre 1916, l'insigne de pilote accompagne la réussite au brevet de pilote militaire. Il s'accroche à la veste d'uniforme, sur le côté droit. Chaque insigne (comme chaque brevet de pilote) comporte un numéro unique attribué nominativement. Un poinçon de contrôle, apposé au revers de l'insigne, rappelle ce numéro d'ordre.
Il existe plusieurs variantes d'insignes, selon la nature du brevet et selon le moment de sa délivrance (certaines spécialités ayant disparu avec l'évolution des aéronefs et de leurs modes d'emploi) : pilote de ballon dirigeable, observateur, pilote d'avion, mécanicien navigant, radio navigateur, pilote d'hydravion, pilote de l'aéronavale, pilote d'hélicoptère, Navigateur officier systèmes d'armes (NOSA), par exemple. L'insigne est attribué aussi bien aux pilotes de l'Armée de l'air qu'à ceux de l'Aéronautique navale ou de l'Aviation légère de l'Armée de terre,.
L'insigne de pilote militaire est indépendant du grade. Les élèves-pilotes disposent d'un insigne particulier. 
Dans l'Armée de l'air, la remise du brevet de pilote et de son insigne typique a lieu au cours d'une cérémonie, à l'issue d'un stage de formation en école de pilotage, telle l'école de chasse ou l'École de pilotage de l'Armée de l'air (EPAA). Ce cursus représente environ cent heures de vol et une trentaine d'heures en simulateur de vol.
À partir de 2019, la formation de pilote comporte quatre phases ; la remise de l'insigne se faisant au terme de la troisième de ces étapes.

## Symbolique
De forme ronde, l'insigne de pilote de l'Armée de l'air comporte une couronne de lauriers, deux ailes, le tout surmonté d'une étoile. Ses éléments sont dorés.
Il est traditionnellement commenté ainsi : « deux ailes d’or pour les porter, l’étoile pour les guider et les lauriers de la gloire qui les attend », la phrase connaissant diverses déclinaisons.
Il est familièrement désigné comme « macaron », en raison de sa forme ronde et de sa dimension, qui rappellent ce gâteau. La cérémonie de remise de l'insigne aux nouveaux pilotes s'appelle le « macaronnage » (parfois : « macaronage »).

## Dans la littérature
L'obtention de l'insigne de pilote militaire marque une étape essentielle dans la carrière de son détenteur. Sa remise fait l'objet de fréquentes citations dans les ouvrages de littérature aéronautique.